# Notisis elongata
Notisis elongata is een zachte koraalsoort uit de familie Isididae. De koraalsoort komt uit het geslacht Notisis. Notisis elongata werd in 1908 voor het eerst wetenschappelijk beschreven door Roule. 